# Wilhelm Cornelius Werhahn

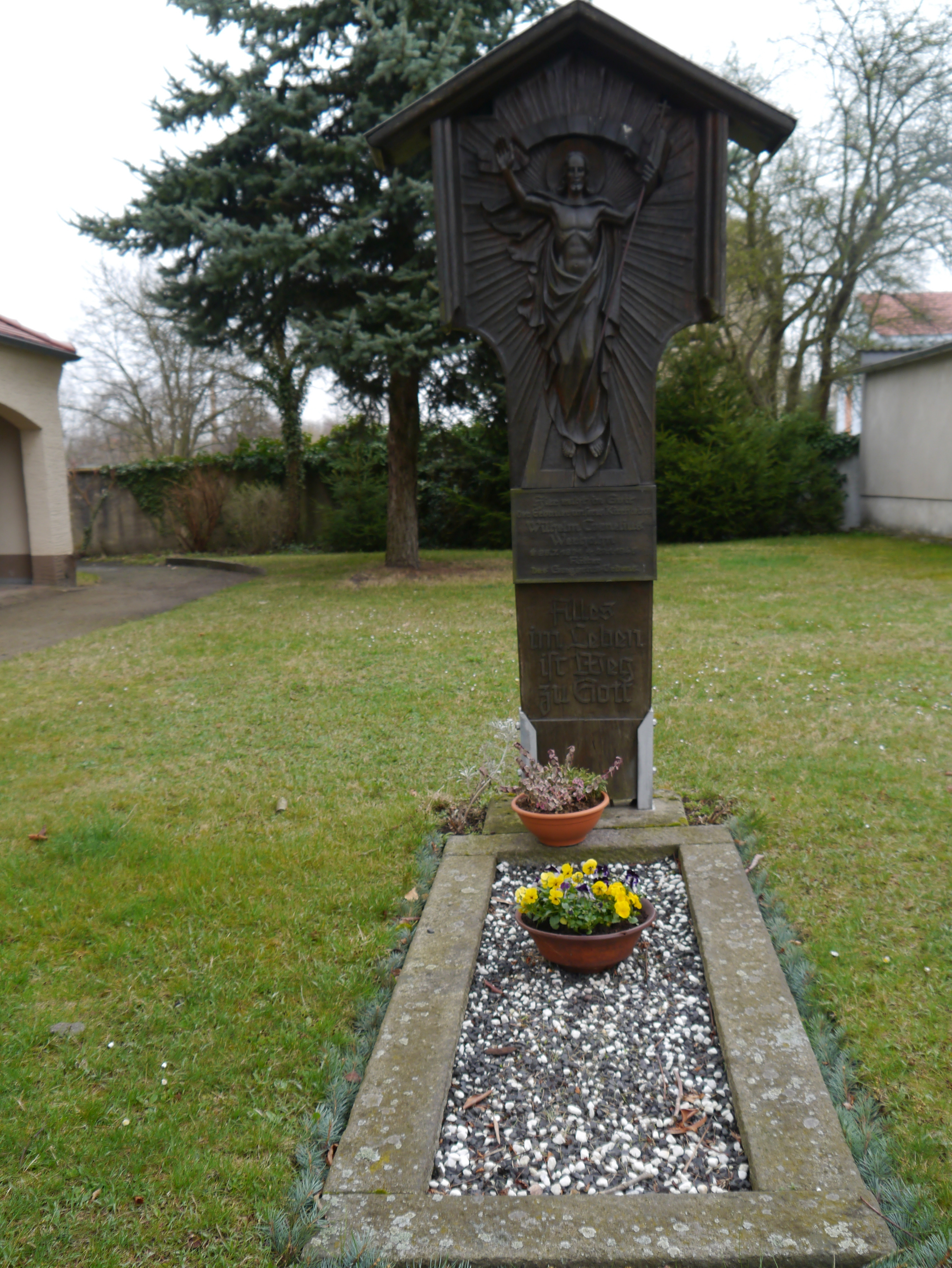
Grabdenkmal von Wilhelm Cornelius Werhahn

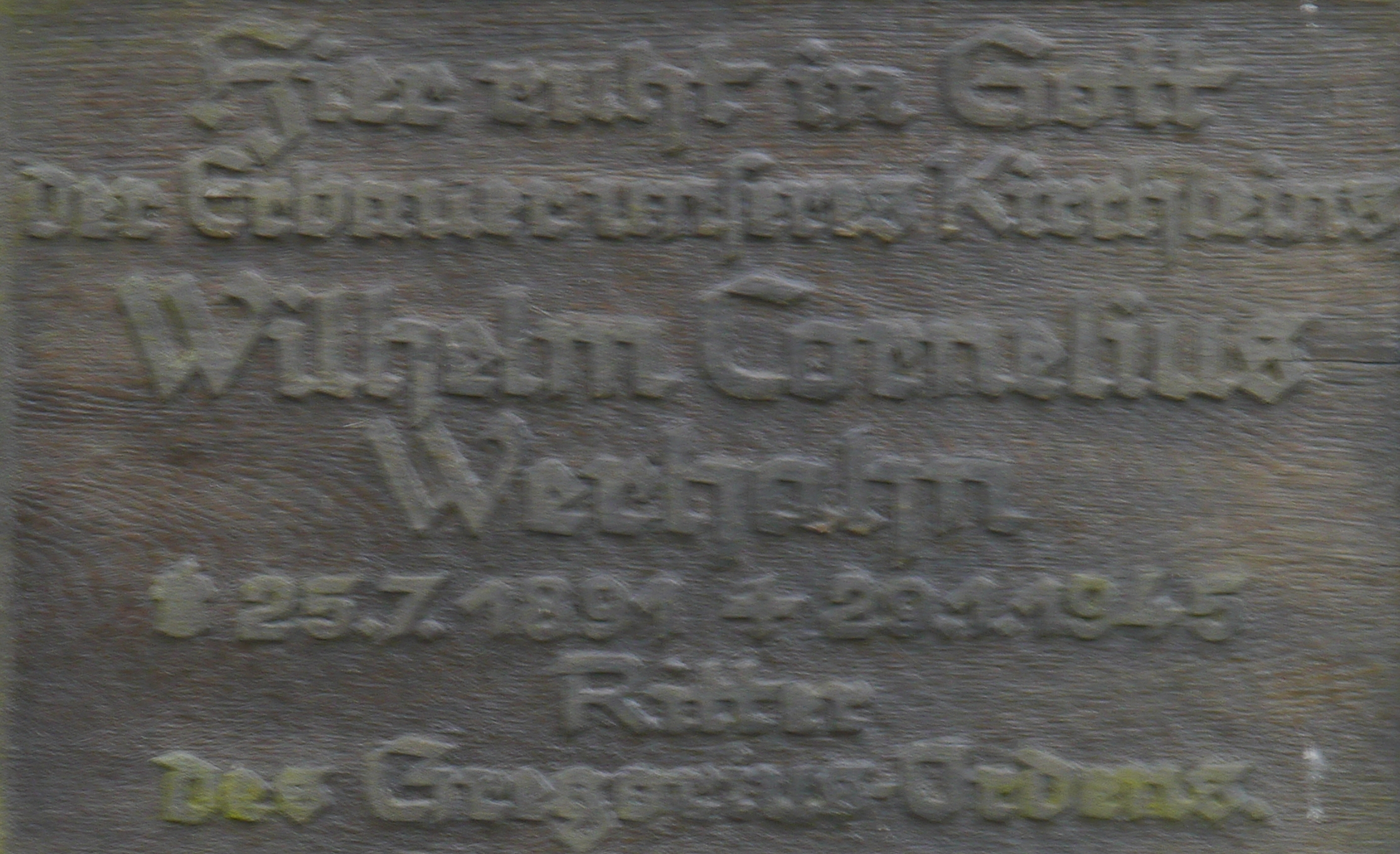
Inschrift am Grab Werhahns

Wilhelm Cornelius Werhahn (* 25. Juli 1891 in Neuss; † 29. Januar 1945 in Tröbitz) war ein deutscher Unternehmer.
Der aus der rheinischen Unternehmerfamilie stammende Werhahn wurde 1924 von Wilhelm Werhahn nach Tröbitz geschickt, um dort die Grube Hansa zu leiten. Die Grube Hansa gehörte zu den Senftenberger Kohlewerken ebenso wie das Braunkohlenwerk Meuro, das er ebenfalls leitete. Die Werke waren von der Neusser Firma Wilhelm Werhahn oHG im Jahre 1906 erworben worden.
Tief verwurzelt im katholischen Glauben setzte sich Wilhelm Cornelius Werhahn mit seiner Frau Wilhelma (geb. von Othegraven), die eine Großnichte der Philanthropin Anna Weißebach war und nach seinem Tode als Ordensschwester in das Sacré Cœur eintrat, für den Aufbau eines katholischen Vereinslebens in Tröbitz ein. Hierzu gehörte auch sein Engagement für den Bau der katholischen Kirche St. Michael in Tröbitz. Mit der finanziellen Unterstützung der Firma Wilhelm Werhahn, einem Zuschuss der Diözese und durch Kollekteneinnahmen konnte schließlich im Sommer 1935 der erste Spatenstich erfolgen. Bereits im September 1935 erfolgte die Kirchweih.
Auch die 1908 in Kirchhain errichtete katholische Kirche wurde durch Wilhelm Cornelius Werhahn finanziell unterstützt. Für seine Verdienste wurde Werhahn mit dem päpstlichen Gregoriusorden in der Ordensklasse Ritter ausgezeichnet.